# NK Turbina Tribalj
Nogometni klub Turbina Tribalj hrvatski je nogometni klub iz Triblja. Osnovan je 1951.
Od 1971. godine konstantno se natječe u nižim hrvatskim ligama. Od sezone 2000./01. pa sve do sezone 2011./12. natječe se u 1. županijskoj ligi Primorsko-goranske županije gdje postižu veoma dobre rezultate. 
U njemu sudjeluju mještani četiriju mjesta u općini Vinodolskoj – Drivenika, Triblja i Grižana te Bribira iz kojih dolaze većina igrača u klubu. U klubu aktivno trenira i 40-ak igrača mlađih kategorija koji se svakodnevno bave sportskim aktivnostima. Od sezone 2008./09. NK Turbina kao domaćin svoje utakmice počinje igrati na igralištu u Šmriki radi premalih dimenzija igrališta u Triblju. Zadnja sezona u 1. ŽNL bila je sezona 2011./12. kada je klub ispao u 2. ŽNL u kojoj se natjecao sve do sezone 2017./18. kada seniorska ekipa s postignutim 2. mjestom stječe pravo da napreduje opet do 1. ŽNL.
U natjecateljskoj sezoni 2018./19. momčad nije napravila zapažen rezultat igrajući domaće utakmice u Crikvenici. Zabilježeno je posljednje mjesto na tablici i ispadanje u najniži rang natjecanja. U sezoni 2023./2024. klub osvaja 2. Županijsku nogometnu ligu Primorsko-goranske županije te se vraća u 1. ŽNL-PGŽ

## Vanjske poveznice
- Profil, HNS Semafor